# Idaea marascia
Idaea marascia är en fjärilsart som beskrevs av W. Warren 1906. Idaea marascia ingår i släktet Idaea och familjen mätare. Inga underarter finns listade i Catalogue of Life.